# Хотінська селищна рада
Хоті́нська се́лищна ра́да — орган місцевого самоврядування в Сумському районі Сумської області. Адміністративний центр — селище міського типу Хотінь.

## Загальні відомості
- Населення ради: 3 392 особи (станом на 2001 рік)

## Населені пункти
Селищній раді підпорядковані населені пункти:
- смт Хотінь
- с. Писарівка

## Склад ради
Рада складається з 20 депутатів та голови.
- Голова ради: Хохлов Дмитро Федорович
- Секретар ради: Руденко Людмила Миколаївна

### Керівний склад попередніх скликань
| Прізвище, ім'я, по батькові | Основні відомості                                                | Дата обрання | Дата звільнення |
| --------------------------- | ---------------------------------------------------------------- | ------------ | --------------- |
| Мельник Ніна Михайлівна     | Селищний голова, 1960 року народження, позапартійна              | 26.03.2006   | 31.10.2010      |
| Хохлов Дмитро Федорович     | Селищний голова, 1958 року народження, освіта вища, безпартійний | 31.10.2010   |                 |

Примітка: таблиця складена за даними сайту Верховної Ради України

### Депутати
За результатами місцевих виборів 2010 року депутатами ради стали:

#### За суб'єктами висування
| Суб'єкт висування | Кількість обраних депутатів | %   |
| ----------------- | --------------------------- | --- |
| Самовисування     | 20                          | 100 |

#### За округами
| № округу | Прізвище, ім'я, по батькові      | Дата визнання обраним | Освіта             | Партійна приналежність                        | Відомості про обраного депутата                                 |
| -------- | -------------------------------- | --------------------- | ------------------ | --------------------------------------------- | --------------------------------------------------------------- |
| 1        | Біловодський Олександр Євгенович | 05.11.2010            | вища               | член Партії регіонів                          | Хотінський професійний аграрний ліцей, вихователь               |
| 2        | Трофимчук Олена Борисівна        | 05.11.2010            | вища               | член Партії регіонів                          | Хотінський професійний аграрний ліцей, вчитель                  |
| 3        | Шабаль Наталія Олександрівна     | 05.11.2010            | вища               | позапартійна                                  | Хотінська загальноосвітня школа, вчитель                        |
| 4        | Свистюр Олександр Георгійович    | 05.11.2010            | вища               | член Партії регіонів                          | тимчасово не працює                                             |
| 5        | Кривошапка Валерій Миколайович   | 05.11.2010            | вища               | член Партії регіонів                          | МП «Будівельник», директор                                      |
| 6        | Непокритова Оксана Олександрівна | 05.11.2010            | вища               | член Партії регіонів                          | тимчасово не працює                                             |
| 7        | Білокур Віталій Миколайович      | 05.11.2010            | вища               | член Партії регіонів                          | ВАТ «Сумигаз», майстер                                          |
| 8        | Руденко Людмила Миколаївна       | 05.11.2010            | вища               | член Партії регіонів                          | Хотінська селищна рада, секретар                                |
| 9        | Шабаль Ольга Сергіївна           | 05.11.2010            | вища               | член Партії регіонів                          | Хотінський професійний аграрний ліцей, бібліотекарь             |
| 10       | Головченко Тетяна Миколаївна     | 05.11.2010            | вища               | позапартійна                                  | Хотінський дошкільний навчальний заклад «Струмочок», вихователь |
| 11       | Лісніченко Іван Вікторович       | 05.11.2010            | вища               | член Партії регіонів                          | Хотінська ДЛВМ, начальник                                       |
| 12       | Ковчун Любов Петрівна            | 05.11.2010            | вища               | позапартійна                                  | Хотінська загальноосвітня школа, вчитель                        |
| 13       | Єрмоленко Сергій Іванович        | 05.11.2010            | вища               | позапартійний                                 | ВАТ «Укртелеком», інженер                                       |
| 14       | Семих Володимир Іванович         | 05.11.2010            | вища               | член Партії регіонів                          | ОО «Альфа», охоронець                                           |
| 15       | Коротенко Тетяна Василівна       | 05.11.2010            | середня спеціальна | член Партії регіонів                          | тимчасово не працює                                             |
| 16       | Черняк Анжела Євгенівна          | 05.11.2010            | вища               | член Партії регіонів                          | Писарівська сільська бібліотека, бібліотекар                    |
| 17       | Юрченко Наталія Володимирівна    | 05.11.2010            | середня спеціальна | член Всеукраїнського об'єднання «Батьківщина» | тимчасово не працює                                             |
| 18       | Турченко Олександр Миколайович   | 05.11.2010            | середня спеціальна | член Партії регіонів                          | Агрофірма «Рост», охоронець                                     |
| 19       | Довгопол Олександр Сергійович    | 05.11.2010            | вища               | член Всеукраїнського об'єднання «Батьківщина» | пенсіонер                                                       |
| 20       | Коваленко Євген Олександрович    | 05.11.2010            | середня спеціальна | позапартійний                                 | Піщанський лісгосп Сумського району, лісник                     |